# Ar (Unix)
Program ar je tradičním un*xovým nástrojem pro správu souborových archivů, tedy více souborů sbalených do jednoho. Jeho používání je v moderní době značně omezené, vesměs jej totiž nahradil tar. Obecně se nadále používá při správě souborů statických knihoven a také jej interně používá souborový formát deb balíčků distribuce Debian.
Zůstává součástí specifikace Linux Standard Base, kde je ale ve verzi 4.1 označen za zastaralý a předpokládá se jeho odstranění v novějších verzích. Rovněž je zahrnutý v GNU binutils.